# Natalja Kowtun
Natalja Nikołajewna Kowtun, ros. Наталья Николаевна Ковтун (ur. 27 maja 1964) – rosyjska lekkoatletka specjalizująca się w biegach sprinterskich. W czasie swojej kariery reprezentowała również Związek Socjalistycznych Republik Radzieckich oraz Wspólnotę Niepodległych Państw.

## Sukcesy sportowe
- halowa mistrzyni ZSRR w biegu na 60 metrów – 1989
- halowa mistrzyni ZSRR w biegu na 200 metrów – 1989[1]

| Rok  | Miasto    | Zawody                    | Konkurencja        | Wynik         |
| ---- | --------- | ------------------------- | ------------------ | ------------- |
| 1989 | Budapeszt | Halowe mistrzostwa świata | bieg na 200 m      | brązowy medal |
| 1990 | Glasgow   | Halowe mistrzostwa Europy | bieg na 200 m      | srebrny medal |
| 1990 | Seattle   | Igrzyska Dobrej Woli      | sztafeta 4 x 100 m | srebrny medal |
| 1991 | Tokio     | Mistrzostwa świata        | sztafeta 4 x 100 m | srebrny medal |

## Rekordy życiowe
- bieg na 60 metrów (hala) – 7,13 – Moskwa 25/02/1989
- bieg na 100 metrów – 11,29 – Briańsk 11/07/1988
- bieg na 200 metrów – 22,69 – Briańsk 05/07/1992
- bieg na 200 metrów (hala) – 23,01 – Glasgow 04/03/1990

## Odznaczenia
Odznaczona Medalem Orderu „Za zasługi dla Ojczyzny” II klasy 30 stycznia 2008.